# (73235) 2002 JM33
(73235) 2002 JM33 – planetoida z pasa głównego asteroid okrążająca Słońce w ciągu 3,42 lat w średniej odległości 2,27 j.a. Odkryta 9 maja 2002 roku.